# Anatole Chauffard
Anatole Marie Émile Chauffard, född den 22 augusti 1855 i Avignon, död den 1 november 1932 i Paris, var en fransk läkare. 
Chauffard blev medicine doktor 1882 och därefter médecin des hôpitaux. År 1907 utnämndes han till professor i invärtes medicin vid medicinska fakulteten vid Paris universitet. Han var ledamot av Académie de médecine och tillträdde 1911 den kliniska lärostolen vid Hôpital Saint-Antoine. Chauffard ihågkoms för sitt arbete kring leversjukdomar och sin patofysiologiska forskning om hereditär sfärocytos. Han samarbetade med bland andra Oskar Minkowski, Victor Charles Hanot och Charles Émile Troisier.